# Sant'Elena
För andra betydelser, se Sant'Elena (olika betydelser).
Sant'Elena är en ort och kommun i provinsen Padova i regionen Veneto i Italien. Kommunen hade 2 535 invånare (2018).